# Azepaan
Azepaan is een heterocyclische organische verbinding met als brutoformule C6H13N. De structuur bestaat uit een verzadigde zevenring (cycloheptaan), waarbij 1 koolstofatoom is vervangen door een stikstofatoom. De stof komt voor als een kleurloze en ontvlambare vloeistof. Azepaan is corrosief en toxisch.
Een aantal azepaanderivaten wordt gebruikt in de farmaceutische sector.